# Каписа
Капи́са (пушту ‎и дари کاپيسا — Kāpisā) — одна из 34 провинций (вилаятов) Афганистана. Находится на северо-востоке страны. Административный центр — город Махмудраки. Население оценивается в 399 500 чел. (на 2009 год). Территория области составляет 1 842 км², по размеру территории вилайят является самым маленьким в Афганистане.

## Административное деление

Районы вилайята

Провинция Каписа делится на 7 районов:

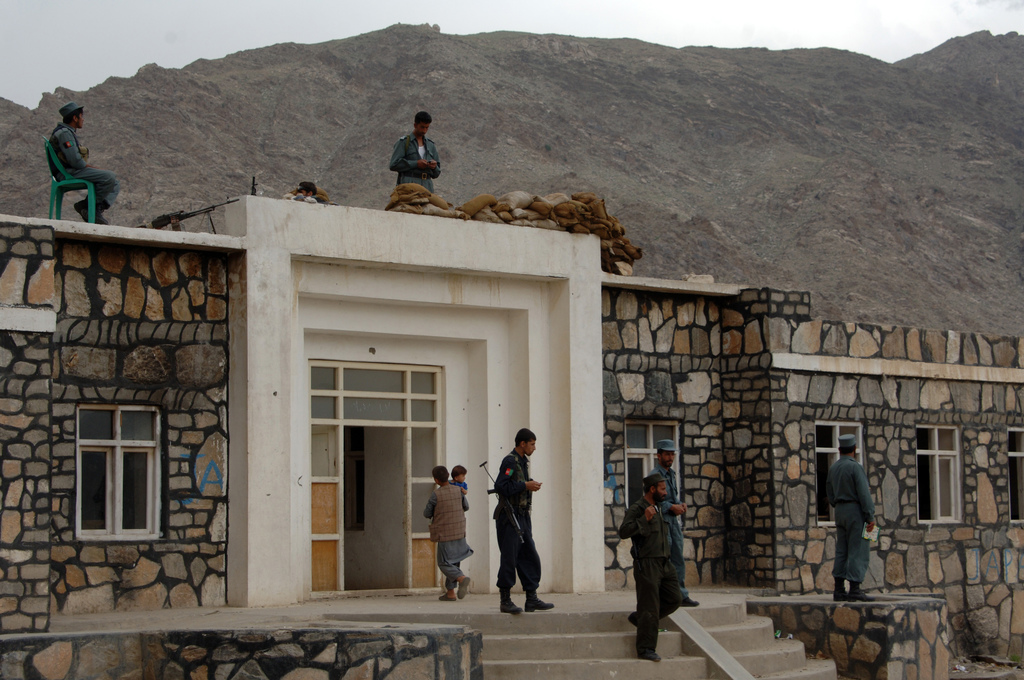
Школа полицейских, организованная по американской программе

- Аласай
- Хеза Дуюм Кохистан
- Кох Банд
- Кохистан Хеза Авай
- Махмудраки
- Ниджраб
- Тагаб